# Аргентинець в Нью-Йорку (фільм)
«Аргентинець в Нью-Йорку» (ісп. Un argentino en New York) — аргентинська комедія з Наталією Орейро у головній ролі, що вийшла на екрани у 1998 році.

## Сюжет
Молода дівчина Вероніка (Наталія Орейро) мріє стати професійною співачкою. Тому їде на три місяці за програмою обміну студентами на навчання до Нью-Йорка. Але не повертається через визначений час додому до Аргентини. Ця обставина змушує її сентиментального та доброго батька Франко Де Річчі (Гільєрмо Франселла), який є музикантом симфонічного оркестру, їхати за нею до Нью-Йорку. Там і починаються їхні веселі пригоди.

## В ролях
| Актор              | Роль                     |
| ------------------ | ------------------------ |
| Наталія Орейро     | Вероніка «Веро» Де Річчі |
| Гільєрмо Франселла | Франко Де Річчі          |
| Джессіка Шульц     | Ріта                     |
| Діана Ламас        | Ана Епштейн              |
| Борис Рубай        | Р. Сальседо              |
| Крістіна Альберо   | Марта                    |
| Мігель Гербероф    | Епштейн                  |
| Габрієль Гойті     | Фар'єр                   |
| Фернандо Сіро      | Рауль                    |